# Ахалая, Бачана Роландиевич
Бачана Роландович (Бачо) Ахалая (груз. ბაჩანა [ბაჩო] ახალაია; род. 24 октября 1980) — грузинский политик и государственный деятель. Бывший министр внутренних дел Грузии, занимал эту должность с июля по сентябрь 2012 года. Ранее — министр обороны (2009—2012), заместитель министра обороны (2008—2009), глава департамента исполнения наказаний министерства юстиции (2005—2009), заместитель омбудсмена Грузии (2004—2005). До этого, в 2003—2005 годах, работал в неправительственной организации «Институт свободы».

## Биография
Ахалая родился 24 октября 1980 года в городе Зугдиди Грузинской ССР. Его отец Роланд Ахалая в 2012 году упоминался в СМИ как главный прокурор края Самегрело — Земо-Сванети; кроме того, в 2010-е годы он фигурировал в прессе как лидер («крёстный отец») влиятельного мегрельского клана Ахалая и даже как «неофициальный хозяин» региона. Помимо грузинского, Ахалая владеет русским, английским и немецким языками.
В 2003—2004 годах Ахалая, будучи студентом юрфака Тбилисского государственного университета имени Иванэ Джавахишвили, работал координатором проекта неправительственной организации «Институт свободы» (Georgia Liberty Institute). В ряде публикаций СМИ отмечалось, что эта организация финансировалась фондом Сороса и сыграла немалую роль в произошедшей в Грузии осенью 2003 года «Революции роз» — государственном перевороте, который привёл к отрешению от власти президента Эдуарда Шеварднадзе (писали и о том, что грузинский «Институт свободы» финансировал Госдепартамент США). Ахалая, по некоторым сведениям, вместе с председателем городского законодательного собрания Михаилом Саакашвили участвовал во взятии здания парламента 22 ноября 2003 года. После избрания Саакашвили президентом страны в январе 2004 года многие сотрудники «Института свободы» заняли высокие посты в органах власти Грузии.
В 2004 году Ахалая окончил университет, получив степень магистра права, после чего занял должность заместителя народного защитника (омбудсмена) Грузии Созара Субари.
Но пост заместителя омбудсмена Ахалая занимал недолго: уже в следующем году он возглавил департамент исполнения наказаний министерства юстиции Грузии. Главной задачей, порученной ему президентом Саакашвили, стала борьба с влиянием представителей преступного мира («воров в законе») в рамках возглавляемой им пенитенциарной системы Грузии. Борьба эта осуществлялась чрезвычайно жёсткими мерами, по некоторым данным, включавшими пытки и издевательства над криминальными «авторитетами». По ряду свидетельств, в эти годы Ахалая заработал репутацию «жестокого садиста», лично участвуя в избиениях и даже расстрелах заключённых. В январе и марте 2006 года в грузинских тюрьмах в Рустави и Тбилиси произошли два восстания заключённых; в результате жестокого подавления второго из них погибли, по разным данным, от 11 до 20 человек. Согласно официальной версии, волнения были организованы «ворами в законе» с целью массового побега заключённых и дестабилизации обстановки в стране. В то же время правозащитные организации утверждали, что восстание было лишь спонтанной реакцией заключённых на издевательства со стороны руководства тюрьмы.
Деятельность Ахалая на посту главы департамента исполнения наказаний оценивалась как успешная: в 2009 году Саакашвили заявил, что Грузия является единственной страной бывшего СССР, где «вор в законе не управляет тюрьмами». По словам грузинского лидера, «сломить хребет воровскому миру» сумел именно Ахалая. Кроме того, в прессе отмечалось, что при Ахалая были построены несколько тюрем, соответствовавших европейским стандартам, и существенно улучшились условия содержания заключённых.
В декабре 2008 года Ахалая был назначен первым заместителем министра обороны Давида (Васила) Сихарулидзе. Предшественник Сихарулидзе Давид Кезерашвили и ряд других министров были отправлены в отставку после неудачи в «пятидневной войне» — военных действиях на территории Грузии, в основном внутри непризнанных республик Южная Осетия и Абхазия. На новом посту Ахалая занимался строительством военных укреплений вокруг Тбилиси и контролем за боеспособностью вооружённых сил страны.
В августе 2009 года 28-летний Ахалая сменил Сихарулидзе на посту министра обороны Грузии. Комментируя новое назначение своего соратника, Саакашвили отмечал, что армии «необходима более жёсткая рука для повышения обороноспособности страны и отражения возможной новой агрессии со стороны России». Однако назначение вызвало резко негативную реакцию у оппозиции и правозащитников, считавших Ахалая «одиозной» фигурой и напоминавших, в частности, о предполагаемом систематическом нарушении им прав человека во время его работы в Минюсте. Омбудсмен Созара Субари назвал его «преступником», в деятельности которого «немало фактов, достаточных для возбуждения уголовного дела», на что Ахалая обвинил его во лжи. По данным портала WikiLeaks, администрация США также выражала обеспокоенность репутацией нового министра обороны Грузии. По мнению оппозиционеров, причиной назначения Ахалая главой военного ведомства была его личная преданность президенту и желание Саакашвили поставить вооружённые силы под свой жёсткий контроль. Также высказывалась точка зрения, что назначение Ахалая могло быть связано с намерением «вычистить министерство» от сторонников бывшего министра Ираклия Окруашвили, в 2008 году осуждённого за вымогательство. Сам Ахалая сформулировал приоритеты своей деятельности на новом посту следующим образом: «модернизация, мир и интеграция в НАТО».
В марте 2012 года лидер оппозиционной партии «Наша Грузия — свободные демократы» Ираклий Аласания заявил Совету национальной безопасности Грузии, что на западе страны по инициативе Саакашвили и под руководством Роланда Ахалая и других представителей «клана» Ахалая формируются незаконные вооружённые формирования. По утверждению оппозиционера, эти отряды создавались для подавления возможных оппозиционных выступлений осенью 2012 года, когда в стране должны были состояться парламентские выборы. Бачо Ахалая эти утверждения опроверг, назвав их «бредом».
В июле 2012 года Саакашвили заявил, что при Ахалая грузинская армия стала «самым авторитетным институтом» в стране. Перечисляя достижения Ахалая на посту министра обороны, президент отметил среди них создание в Грузии собственной военной промышленности, а также учреждение в 2010 году Национальной военной академии имени Давида Агмашенебели, которую президент назвал «лучшей по крайней мере в этой части Европы».
В том же месяце в Грузии произошла очередная смена правительства: пост премьер-министра занял Вано Мерабишвили, а Ахалая сменил Мерабишвили на посту министра внутренних дел. 4 июля 2012 года новый состав кабинета министров был утвержден парламентом.
18 сентября 2012 года МВД Грузии распространило сообщение о задержании нескольких сотрудников Глданской тюрьмы в Тбилиси, обвинявшихся в пытках заключённых. В тот же день оппозиционные грузинские телеканалы показали видеосъёмки избиений и издевательств над заключёнными, которые, по их утверждениям, были предоставлены бывшим сотрудником пенитенциарного учреждения Владимиром Бедукадзе. Бедукадзе, выступив в телеэфире, сообщил, что пытки проводились якобы по указанию Ахалая и с ведома министра по исполнению наказаний Хатуны Калмахелидзе. МВД Грузии в свою очередь заявило, что пытки «заказал» один из заключённых той же тюрьмы. После публикации видео в Тбилиси и других городах Грузии прошли акции протеста родственников заключённых и оппозиции. На следующий день Калмахелидзе подала в отставку, а 20 сентября прошение об отставке подал Ахалая, заявивший, что чувствует «моральную и политическую ответственность» за произошедшее, поскольку ряд допустивших пытки руководителей пенитенциарной системы начали работать в департаменте исполнения наказаний под его началом. В тот же день стало известно, что преемницей Ахалая на посту главы МВД стала его первый заместитель Екатерина Згуладзе.
После отставки Ахалая покинул Грузию, однако в начале ноября вернулся в Тбилиси. Спустя несколько дней он был задержан после допроса в главной прокуратуре Грузии. Сообщалось, что экс-министру было предъявлено обвинение в превышении должностных полномочий. 8 ноября 2012 года агентство «Новости-Грузия» распространило информацию, что Ахалая предъявили обвинения по двум статьям УК Грузии: «Превышение должностных полномочий» и «Незаконное лишение свободы» (ст. 333 и 143). По делу о превышении полномочий вместе с ним также были задержаны руководитель объединённого штаба вооружённых сил Грузии Георгий Каландадзе и командир четвёртой бригады минобороны Зураб Шаматава. 13 ноября Ахалая были предъявлены обвинения по новым пунктам: «пытки» и «незаконное лишение свободы». Оба обвинения были связаны с эпизодом, имевшим место в феврале 2010 года, когда, по данным следствия, Ахалая, Каландадзе и ещё два офицера лично избили военнослужащих одной из частей, после чего солдат по приказу Ахалая «заперли в бане, отключили отопление и держали там в течение двух дней и трёх ночей в холоде, без еды».
22 октября 2014 года Бачо Ахалая был признан Тбилисским городским судом виновным в пытках и приговорён к 7,5 годам лишения свободы.

### Семья
Ахалая женат вторым браком на Анне Надареишвили, дочери бывшего председателя Верховного совета Абхазии в изгнании Тамаза Надареишвили. От первого брака с Ириной Хейбель у него есть сын Максим, от второго — дочь Кесария. Упоминался в СМИ и брат Бачо, Дата (Давид) Ахалая, который в разные годы также занимал высокие государственные посты: до июля 2012 года он являлся начальником департамента конституционной безопасности МВД Грузии, а после был назначен заместителем министра обороны Грузии Дмитрия Шашкина.